# Rælingen
Rælingen este o comună din provincia Akershus, Norvegia.